# Commanderie de Villejésus (Charente)
Pour l’article homonyme, voir Commanderie de Villejésus en Indre-et-Loire.
La commanderie de Villejésus est une commanderie de l'ordre de Saint-Jean de Jérusalem à l'origine de la commune de Villejésus, dans le département de la Charente, en région Nouvelle-Aquitaine.

## Histoire
Bien qu'enclavée dans le territoire du grand prieuré d'Aquitaine, cette commanderie faisait partie du grand prieuré d'Auvergne. Ceci s'explique par le fait que la langue dans la région au XIVe siècle était encore l'occitan limousin. Du point de vue ecclésiastique, Villejésus a d'abord été un fief et une paroisse de l'évêché d'Angoulême que l'on trouve mentionné vers 1300 lorsque Aymeric Pascaudi, valet et fils du chevalier Bernard Pascaudi prête hommage à l'évêque Guillaume III de Blaye. L'abbé Nanglard mentionne quant à lui la présence des Templiers au XIIIe siècle,.
| \| Villejésus Angoulême · (évêché) Fouqueure L'Épardelière Grand-Madieu Champeaux Beauvais Ch.bernard Le Dognon Malleyrand Villegats Vouthon Grand prieuré de Toulouse (Langue de Provence) \| Commanderies d'Auvergne () et membres de Villejésus (point noir). Les principales commanderies autour faisant partie du grand prieuré d'Aquitaine (). · NB: L'Épardelière y figure à titre indicatif. |
| Villejésus Angoulême · (évêché) Fouqueure L'Épardelière Grand-Madieu Champeaux Beauvais Ch.bernard Le Dognon Malleyrand Villegats Vouthon Grand prieuré de Toulouse (Langue de Provence) |

### Les Templiers à Villejésus
L'assertion de l'abbé Nanglard qui mentionnait en 1895 (sans source précise) les Templiers à Villejésus paraît infondée. Ce même auteur a publié dix ans plus tard le Livre des fiefs où l'on constate que Villejésus était un fief vassal (hommage lige) de l'évêché d'Angoulême. Dans ce document appelé Liber Feodorum et recensant les fiefs vassaux de l'évêque à l'époque de Guillaume de Blaye (1273-1307) , on constate que les Templiers n'apparaissent que dans trois lieux proches de ces fiefs (Templarii, Templariorum): On y trouve leur commanderie du Dognon (Dompnio) et ils sont mentionnés comme ayant des biens à Marcillac et près de Saint-Genis-les-Meulières à la Motte. Quant aux Hospitaliers, on les trouve peut-être à Douzat comme voisins du fief de Saint-Genis-les-Meulières. Les Templiers ou les Hospitaliers avaient peut-être à cette époque des terres près de Villejésus, mais il est étrange que ce document n'en fasse pas état.

### Membre de Fouqueure
Au même titre que pour Villejésus, on constate dans le Livre des Fiefs que la paroisse de Fouqueure (Fulcodrium, parrochia de Fulcodrio) n'appartenait ni aux Templiers ni aux Hospitaliers avant 1307. Ces deux paroisses sont mentionnées parmi les divers fiefs vassaux de l'évêque et il n'y est jamais question d'un de ces deux ordres militaires. L'appellation Commanderie de Templiers Saint-Etienne à Fouqueure semble de ce fait inappropriée. 
Il faut attendre le début du XVe siècle (1402-1414) pour trouver un document attestant formellement de l'appartenance de la paroisse de Fouqueure au grand prieuré d'Auvergne de l'ordre de Saint-Jean de Jérusalem.
Puis il faut encore attendre le début du XVIIe siècle pour voir Fouqueure apparaître comme membre de Villéjus. En 1614-1615, le commandeur Anne de Naberat fut chargé de faire un inventaire (visite) des commanderies du grand prieuré d'Auvergne. Il mentionne le membre de « Fouquerre » : église de Saint-Etienne, cure, jardin, dîmes et rentes.

### Membre de L'Expardelière (ou de Lépardelière)
Du point de vue des sources, il s'agirait du hameau de L'Expardelière au nord-ouest de la commune de Lussac-les-Églises bien qu'on ait du mal à s'expliquer pourquoi ce membre était si éloigné de la commanderie de Villejésus (140 kilomètres). L'Expardelière est une commanderie hospitalière formellement attestée et autonome au moins jusqu'en 1570 avec comme dernier commandeur connu Jean de Robinet.
À une quarantaine de kilomètres au sud-est de la commanderie de Villejésus, on trouve le hameau de Lépardelière, commune de Saint-Adjutory mais les archives de la langue d'Auvergne ne semblent pas s'y rapporter. Excepté peut-être la description faite par Anne de Naberat lors d'une visite de son ancienne commanderie qui donne une description des possessions assez proche des lieux-dits que l'on trouve autour de ce lieu.

### Liste des commandeurs
| Nom                         | Période               | Commentaires |
| --------------------------- | --------------------- | --- |
| ...                         | ...                   | ... |
| fr. Antoine Cressin         | 1541 - 1544           | Frère chapelain conventuel de la langue d'Auvergne, natif de Rhodes[réf. souhaitée] Commandeur de Villejésus et Lépardelière Présent au chapitre général de l'ordre à Malte en 1543 en tant que greffier du chapitre Prieur de l'église Saint-Jean de Malte (1556-1584), |
| fr. Gabriel Seiglière       | 1577 - 1579           | |
| fr. Ferréol Balbe           | 1595 - c.1602         | 08 nov. 1595: Commandeur de « Ville-Jesus & dudit lieu de Lesperdilliere, membre en dépendant » Commandeur du temple d'Ayen (?-1615) † 1615 |
| fr. Anne de Naberat         | c.1602 - 1614         | Prêtre conventuel de la langue d'Auvergne Commandeur du Temple d'Ayen (1616-1630) |
| fr. Jehan de Meaux          | 1634                  | |
| Le commandeur Gaccelepre    | 1655                  | |
| fr. César Bonnier           | 1676-1683, 1680, 1690 | Commandeur du Temple d'Ayen (-) |
| fr. Pierre de Saint-Laurent | 1696 - 1699           | |
| fr. Gilbert Ragon           | 1708 - 1714           | Prêtre conventuel Archiviste du grand prieuré d'Auvergne (1711-...) Commandeur de l'Hôpital du Frêne (Lieu-Dieu) (1727, 1733, 1743-45) Commandeur du Temple d'Ayen (1747-...) † 4 juin 1755, St. Amand                                                                   |
| fr. Philibert Ragon         | 1713                  | Probablement Gilbert Ragon |
| fr. Michel d'Auteroche      | 1720, 1735            | Le commandeur d'Hauteroche: 1727, 1729, 1733 |
| Le chevalier de Modon       | 1736                  | [Douteux] |
| fr. Michel d'Auteroche      | 1738 - 1748           | Commandeur de Lieu-Dieu-du-Fresne (1757) |
| fr. Joseph Josset           | 1759 - 1762           | Prêtre conventuel de la langue d'Auvergne Reçu le 10 janvier 1727 Archiviste du grand prieuré d'Auvergne (1752-1774) Prieur-curé de la commanderie Saint-Georges de Lyon (1759-1774) et commandeur de La Croix-au-Bost (1769-1774)                                       |